# Brienne-le-Château
Brienne-le-Chateau ist eine französische Gemeinde mit 2703 Einwohnern (Stand: 1. Januar 2022), die im Département Aube der Region Grand Est liegt. Die Einwohner werden Briennois genannt.

## Geografie

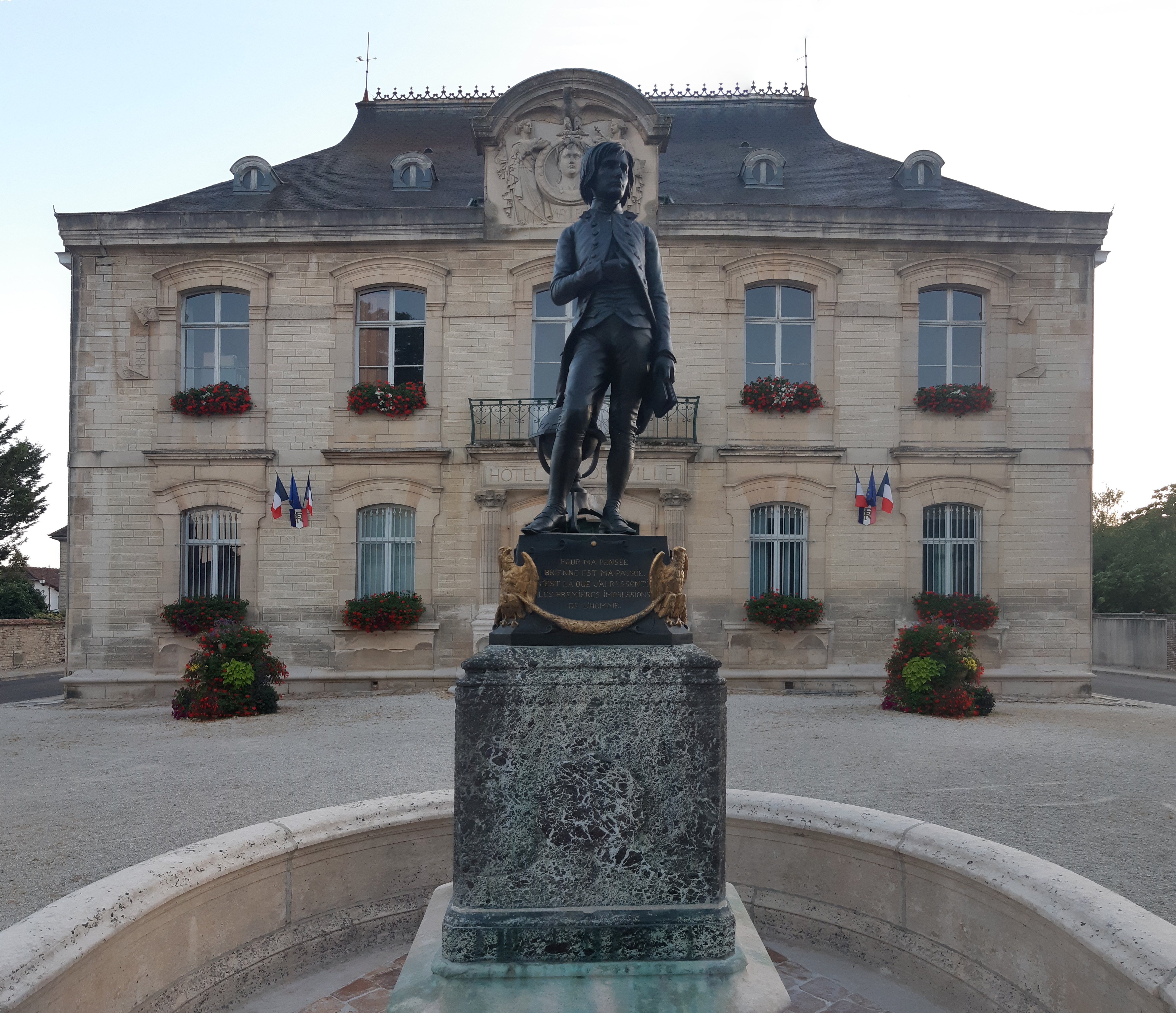
Hôtel de Ville mit Kinderstatue von Napoleon Bonaparte.

Brienne liegt am Ufer des Flusses Aube in einer Ebene namens la Plaine de Brienne. Vor der Stadt erhebt sich ein Hügel, auf dem das Schloss von Loménie errichtet wurde. Dieses prägt das Landschaftsbild der Ebene. Der Ort liegt im Regionalen Naturpark Forêt d’Orient. Brienne-la-Vieille ist der zwei Kilometer südlich gelegene Nachbarort.

## Geschichte
Die Grafen von Brienne haben die Geschichte der Gegend für lange Zeit beherrscht. Sie waren eine der bedeutendsten Adelsfamilien des mittelalterlichen Frankreichs und brachten Staatsmänner, Diplomaten und Kreuzfahrer hervor. Einer von ihnen, Jean II., wurde König von Jerusalem und Kaiser von Konstantinopel. Ein anderer ließ sich 1248 als Sir Guy de Brian IV. in Laugharne Castle in Südwales nieder.
Bekannt wurde Brienne-le-Château aber als Ausbildungsort von Napoleon Bonaparte, der hier fünf Jahre lang (Mai 1779 bis Oktober 1784) als Internatszögling an der damaligen königlichen Militärschule studierte. Um sein Studium abzuschließen, verließ er Brienne-le-Château und beendete es an der École Militaire in Paris.
Am 3. April 1805 besuchte er Brienne-le-Château nochmals auf seiner Reise zur Krönung nach Italien, jetzt bereits als Kaiser der Franzosen. Am 29. Januar 1814 wurde nahe Brienne die Schlacht von Brienne ausgetragen, die mit einem Sieg Frankreichs unter Napoléon Bonaparte gegen die Russen und Preußen unter Generalfeldmarschall Blücher endete.

## Bevölkerung
| Jahr      | 1962 | 1968 | 1975 | 1982 | 1990 | 1999 | 2008 | 2018 |
| --------- | ---- | ---- | ---- | ---- | ---- | ---- | ---- | ---- |
| Einwohner | 3534 | 3939 | 4033 | 4060 | 3752 | 3336 | 3142 | 2784 |

## Sehenswürdigkeiten

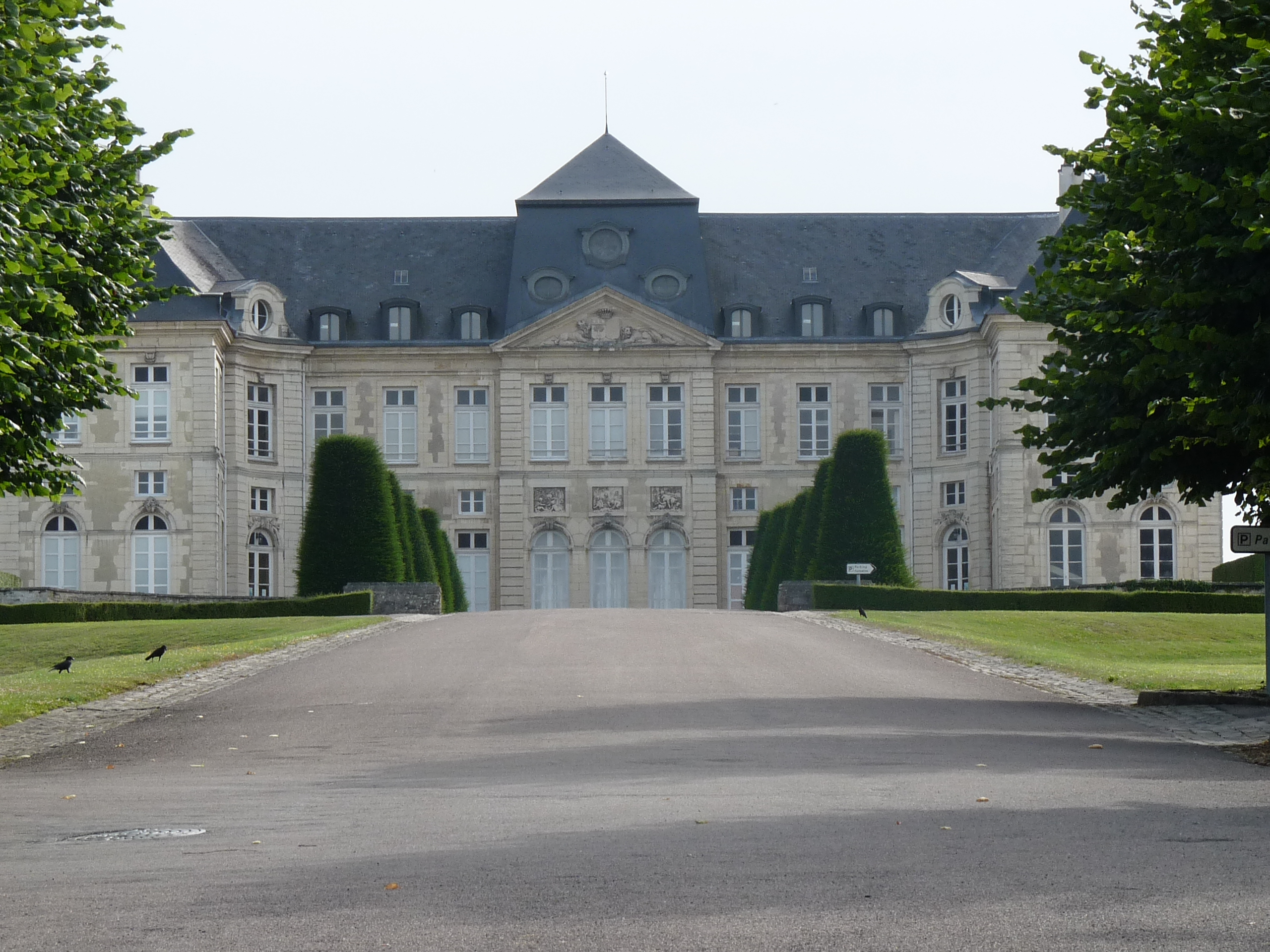
Schloss Brienne, erbaut 1770 bis 1778, Auffahrt

Die Kirche Saint-Pierre-et-Saint-Paul wurde während des Zweiten Weltkrieges teilweise zerstört, danach wiederaufgebaut. Bemerkenswert sind das Kirchenschiff aus dem 12. Jahrhundert und der Chorgang, seine Kapellen und Fenster, die teilweise aus dem 14. Jahrhundert stammen.
Die Markthalle stammt aus dem 13. Jahrhundert.
In der alten Militärschule ist ein Napoleon-Museum eingerichtet.
Das Schloss Brienne aus dem 18. Jahrhundert umfasst zwei Flügel und ein Theater im Untergeschoss. Es wurde 1814 restauriert und umgebaut. Heute wird es als psychosomatische Anstalt genutzt und ist nicht öffentlich zugänglich.
Die Markthalle wurde im 16. Jahrhundert errichtet.

## Persönlichkeiten
- Johann von Brienne (1169/74–1237). Er wurde vom französischen König Philipp II. zum Ehemann und Regenten für die Erbin des Königreichs Jerusalem ausgewählt. Von 1210 bis 1212 war er selbst König von Jerusalem. Ab 1229 regierte er neun Jahre Konstantinopel.
- Sylvain-Charles Valée (1773–1846) war ein französischer General, Marschall und Pair von Frankreich.
- Gabriel Bonvalot (1853–1933), ein französischer Forschungsreisender und Autor; 1919–1920 der Bürgermeister von Brienne-le-Château.[2]

## Städtepartnerschaften
Eine Städtepartnerschaft besteht seit 1979 mit Riedstadt, Kreis Groß-Gerau, im deutschen Bundesland Hessen. Zudem ist die Stadt Mitglied des Bundes der europäischen Napoleonstädte.

### Straßennamen
Die Stadt ist Namensgeber der Brienner Straße in München, die an die Schlacht bei Brienne erinnert.